# مستعمرة ملكية
المستعمرة الملكية (بالإنجليزية: royal colony)‏ أو كما عرفت بعد القرن السابع عشر مستعمرة التاج (بالإنجليزية: Crown colony)‏ هو نوع من أنظمة إدارة المقاطعات الاستعمارية التي امتلكتها الإمبراطورية البريطانية.
كان يحكم المستعمرات الملكية محافظٌ ينصِّبه الملك الإنكليزي مباشرةً. بحلول منتصف القرن التاسع عشر، كان الملك ينصب المحافظين الملكيين وفق نصيحة أمين سر المستعمرات (Secretary of State for the Colonies). كانت أول مستعمرةٍ ملكية تؤسّسها الإمبراطورية الإنكليزية هي مستعمرة فرجينيا، الواقعة اليوم في الولايات المتحدة، حيث كانت تدير المستعمرة شركة فرجينيا حتى قرَّر الملك الإنكليزي سحب الميثاق الملكي بينه وبين الشركة عام 1624 ووضعها تحتَ إدارته المباشرة.
حتى منتصف القرن التاسع عشر، اصطلح على إطلاق عبارة «مستعمرة التاج» على المستعمرات التي استولت عليها بريطانيا بالقوة بعد خوض الحروب، مثل حال ترينداد وتوباغو وغيانا البريطانية، لكن فيما بعد بات من الدارج إطلاق هذه التسمية على أيّ مستعمرةٍ بريطانية، باستثناء تلك الواقعة ضمن شبه القارة الهندية وبعض المستعمرات الكندية والأسترالية (مثل نيوفاوندلاند واللابرادور وكولومبيا البريطانية ونيوساوث ويلز وكوينزلاند وجنوب أستراليا وتسمانيا وفكتوريا ونيوزيلندا).
ظلَّ مصطلح المستعمرات الملكية أو مستعمرات التاج دارجاً حتى عام 1981، عندما أعاد المرسوم البريطاني الوطني1981 تصنيف المستعمرات البريطانية الباقية تحت اسم «الأقاليم البريطانية المستقلَّة» (British Dependent Territories). ومنذ عام 2002 تغيَّر الاسم مجدداً إلى أقاليم ما وراء البحار البريطانية، ليظلَّ على حاله إلى الآن.

## قائمة المستعمرات الملكية
| اسم المستعمرة                                      | حكمت من | حتى  | سبب تغيير حالتها |
| -------------------------------------------------- | ------- | ---- | --- |
| مستعمرة عدن                                        | 1937    | 1967 | |
| أنغويلا                                            | 1980    | 1981 | أصبحت إقليماً بريطانياً مستقلاً عام 1981 |
| باسوتولاند                                         | 1884    | 1964 | دخلت تحت الحماية البريطانية عام 1964، ثم أصبحت مستقلة باسم ليسوثو عام 1966.                                                                                            |
| برمودا                                             | 1684    | 1981 | أصبحت إقليماً بريطانياً مستقلاً عام 1981 |
| بيتشوانالاند البريطانية                            | 1885    | 1895 | أصبحت جزءاً من مستعمرة الكيب البريطانية عام 1895 |
| غيانا البريطانية                                   | 1831    | 1966 | أصبح تمستقلة باسم غيانا عام 1966. |
| الهندوراس البريطانية (غُيِّر اسمها إلى بليز عام 1964) | 1884    | 1981 | استقلَّت (باسم بليز) عام 1981 |
| مقاطعة كندا                                        | 1841    | 1867 | أصبحت جزءاً من مقاطعة كندا عام 1867. |
| مستعمرة الكيب البريطانية                           | 1806    | 1910 | أصبحت جزءاً من اتحاد جنوب أفريقيا عام 1910. |
| جزر كايمان                                         | 1962    | 1981 | أصبحت إقليماً بريطانياً مستقلاً عام 1981. |
| سريلانكا                                           | 1815    | 1948 | استقلَّت تحت اسم سريلانكا عام 1948. |
| كولومبيا البريطانية                                | 1866    | 1871 | أصبحت جزءاً من كندا عام 1871. |
| كونيستيكت                                          | 1636    | 1776 | أصبحت جزءاً من الولايات المتحدة الأمريكية عام 1776. |
| قبرص                                               | 1914    | 1960 | استقلَّت تحت اسم قبرص عام 1960. |
| دلوير                                              | 1664    | 1776 | أصبحت جزءاً من الولايات المتحدة الأمريكية عام 1776. |
| فلوريدا الشرقية                                    | 1763    | 1783 | منحت إلى إسبانيا. |
| جزر فوكلاند                                        | 1841    | 1981 | أصبحت إقليماً بريطانياً مستقلاً عام 1981. |
| مقاطعة جورجيا                                      | 1732    | 1776 | أصبحت جزءاً من الولايات المتحدة الأمريكية عام 1776. |
| جبل طارق                                           | 1713    | 1981 | أصبحت إقليماً بريطانياً مستقلاً عام 1981. |
| هونغ كونغ البريطانية                               | 1841    | 1981 | أصبحت إقليماً بريطانياً مستقلاً عام 1981. أعيدت ملكيتها إلى الصين عام 1997.                                                                                               |
| مستعمرة جاميكا                                     | 1865    | 1962 | استقلَّت تحت اسم جاميكا عام 1962. |
| مستعمرة كينيا                                      | 1920    | 1963 | اتحدت مع حكومة كينيا المحمية عام 1963 لتؤسّس دولة كينيا المستقلَّة. |
| لابوان                                             | 1846    | 1890 | أدارتها شركة شمال بورنيو البريطانية من عام 1890 إلى 1904. |
| كندا السفلى                                        | 1791    | 1841 | أصبحت جزءاً من مقاطعة كندا عام 1841. |
| مستعمرة مالطا                                      | 1813    | 1964 | استقلَّت عام 1964 تحت اسم دولة مالطا. |
| مقاطعة ماريلاند                                    | 1632    | 1776 | أصبحت جزءاً من الولايات المتحدة الأمريكي عام 1776. |
| مقاطعة خليج ماساتشوتس                              | 1692    | 1776 | أصبحت جزءاً من الولايات المتحدة الأمريكية عام 1776. |
| مستعمرة ناتال                                      | 1843    | 1910 | أصبحت جزءاً من اتحاد جنوب أفريقيا عام 1910. |
| مستعمرة نيوفاوندلاند                               | 1854    | 1949 | أصبحت جزءاً من كندا عام 1949. |
| مقاطعة نيوهامبشاير                                 | 1692    | 1776 | أصبحت جزءاً من الولايات المتحدة الأمريكية عام 1776. |
| مقاطعة نيوجرسي                                     | 1702    | 1776 | أصبحت جزءاً من الولايات المتحدة الأمريكية عام 1776. |
| نيو ساوث ويلز                                      | 1788    | 1901 | أصبحت جزءاً من "كومنولث أستراليا" عام 1901. |
| مقاطعة نيويورك                                     | 1691    | 1776 | أصبحت جزءاً من الولايات المتحدة الأمريكية عام 1776. |
| مستعمرة نيوزيلندا                                  | 1841    | 1907 | أصبحت دومينيوناً عام 1907. |
| بورنيو الشمالية                                    | 1946    | 1963 | أصبحت جزءاً من ماليزيا عام 1963 باسم صباح. |
| مقاطعة كارولينا الشمالية                           | 1729    | 1776 | أصبحت جزءاً من الولايات المتحدة الأمريكية عام 1776. |
| مقاطعة بنسلفانيا                                   | 1681    | 1776 | أصبحت جزءاً من الولايات المتحدة الأمريكية عام 1776. |
| مقاطعة كويبك                                       | 1763    | 1791 | قُسِّمت بين كندا العليا والسفلى والمقاطعة الشمالية الغربية. |
| كوينزلاند                                          | 1824    | 1901 | أصبحت جزءاً من "كومنولث أستراليا" عام 1901. |
| مستعمرة رود آيلاند وبروفيدينس بلانتاشنز            | 1806    | 1776 | أصبحت جزءاً من الولايات المتحدة الأمريكية عام 1776 تحت اسم ولاية رود آيلاند.                                                                                            |
| سراوق                                              | 1946    | 1963 | أصبحت جزءاً من ماليزيا عام 1963. |
| سيراليون                                           | 1808    | 1961 | استقلَّت تحت اسم سيراليون عام 1961. |
| أستراليا الجنوبية                                  | 1834    | 1901 | أصبحت جزءاً من "كومنولث أستراليا" عام 1901. |
| مقاطعة كارولينا الجنوبية                           | 1729    | 1776 | أصبحت جزءاً من الولايات المتحدة الأمريكية عام 1776. |
| ملقا                                               | 1826    | 1946 | أصبحت جزءاً من اتحاد ماليزيا عام 1946، الذي استقلَّ عام 1957 ليصبح جزءاً من ماليزيا الحديثة عام 1963.                                                                      |
| بينانغ                                             | 1786    | 1946 | أصبحت ديدنغ جزءاً من ولايات ماليزيا الفدرالية عام 1895. أصبحت كامل المنطقة جزءاً من اتحاد ماليزيا عام 1946، والذي استقلَّ عام 1957 ليصبح جزءاً من ماليزيا الحديثة عام 1963. |
| سنغافورة (مع جزر كوكس وجزيرة عيد الميلاد)          | 1826    | 1963 | نقلت ملكية جزر كوكس وجزيرة عيد الميلاد إلى كومنولث أستراليا عام 1957، ثم أصبحت سنغافورة جزءاً من ماليزيا عام 1963، قبل أن تستقل تحت اسم جمهورية سنغافورة عام 1965.      |
| مستعمرة تسمانيا                                    | 1803    | 1901 | كانت جزءاً من نيوساوث ويلز بين عامي 1803 و1825، عندما باتت مستعمرة مستقلَّة. أصبحت جزءاً من "كومنولث أستراليا" عام 1901.                                                   |
| كندا العليا                                        | 1791    | 1841 | أصبحت جزءاً من مقاطعة كندا عام 1841. |
| جزيرة فانكوفر                                      | 1848    | 1866 | اتحدت مع مستعمرة كولومبيا البريطانية عام 1866. |
| فكتوريا                                            | 1851    | 1901 | أصبحت جزءاً من "كومنولث أستراليا" عام 1901. |
| مستعمرة فرجينيا                                    | 1624    | 1776 | أصبحت جزءاً من الولايات المتحدة الأمريكية عام 1776. |
| أستراليا الغربية                                   | 1829    | 1901 | مستعمرة نهر سوان من عام 1829 إلى 1832. أصبحت جزءاً من "كومنولث أستراليا" عام 1901.                                                                                      |
| فلوريدا الغربية                                    | 1763    | 1783 | منحت إلى إسبانيا. |